# Michael Wessel
Michael Wessel (* 1984) ist ein deutscher Wirtschaftsinformatiker und Hochschullehrer.

## Leben
Michael Wessel studierte von 2006 bis 2013 an verschiedenen internationalen Universitäten, darunter die Universität Bremen, die Indiana University-Purdue University Indianapolis, die University of Leeds, das Hasso-Plattner-Institut und die Copenhagen Business School. Sein Studium schloss er mit einem Master of Science in Wirtschaftsinformatik (Business Information Systems) an der Universiteit van Amsterdam ab. Anschließend war er als wissenschaftlicher Mitarbeiter an der Technischen Universität Darmstadt tätig, wo er 2016 zum Dr. rer. pol. promoviert wurde und den Preis für die beste Dissertation des Jahres am Fachbereich Rechts- und Wirtschaftswissenschaften erhielt.
Im Jahr 2017 folgte er einem Ruf als Assistant Professor an das Department of Digitalization der Copenhagen Business School in Dänemark, wo er 2021 zum Associate Professor ernannt wurde. Seit 2023 ist er Stiftungsprofessor und Inhaber des Lehrstuhls für Wirtschaftsinformatik, insbesondere E-Commerce und Digital Business (ECDB), an der Friedrich-Schiller-Universität Jena.

## Forschung
Wessels Forschung ist primär empirisch-quantitativ ausgerichtet. Seine Forschungsschwerpunkte umfassen das Management digitaler Plattformen, die Gestaltung konsumentenorientierter E-Commerce-Lösungen, die Entwicklung digitaler und datenbasierter Geschäftsmodelle, die Potenziale digitalen Unternehmertums sowie die Interaktion zwischen Menschen und KI-Systemen.
Seine Forschungsergebnisse wurden in führenden internationalen Fachzeitschriften veröffentlicht, darunter im Journal of Management Information Systems, Information Systems Journal, Journal of Information Technology, Entrepreneurship Theory & Practice, Journal of Business Venturing, Decision Support Systems und Electronic Markets. Darüber hinaus hat er in den Tagungsbänden wichtiger Konferenzen wie der International Conference on Information Systems und der European Conference on Information Systems publiziert.
Wessel ist Mitherausgeber und Gutachter für verschiedene wissenschaftliche Zeitschriften und Verlage. Unter anderem ist er Associate Editor des European Journal of Information Systems (EJIS).